# Voiture collaborateur
 (février 2017).
Si vous disposez d'ouvrages ou d'articles de référence ou si vous connaissez des sites web de qualité traitant du thème abordé ici, merci de compléter l'article en donnant les références utiles à sa vérifiabilité et en les liant à la section « Notes et références ».
On désigne habituellement en France par voiture collaborateur ou voiture de direction une voiture qui appartient ou a appartenu à un employé d’un constructeur automobile ou a été mise à sa disposition.
Les employés de constructeurs automobiles peuvent bénéficier une à deux fois par an de remises importantes sur l'achat d'un véhicule neuf de la marque pour laquelle ils travaillent. Beaucoup en profitent pour en changer régulièrement, revendant ainsi leur véhicule pour en racheter un modèle plus récent. Dans le marché de l'occasion automobile, une  « voiture collaborateur » est une voiture revendue par un salarié de la marque, récente — entre 6 mois et un an —, de faible kilométrage, souvent encore sous garantie constructeur et vendu à un prix intéressant par rapport au prix catalogue de ce même véhicule.